# ليون بندر
ليون بندر (بالإنجليزية: Leon Bender)‏ هو لاعب كرة قدم أمريكية أمريكي، ولد في 8 أغسطس 1975، وتوفي في 30 مايو 1998 بسبب صرع.